# Elskovs Opfindsomhed
Elskovs Opfindsomhed er en dansk stumfilm fra 1913, der er instrueret af Sofus Wolder efter manuskript af Carl Th. Dreyer.

## Handling
Denne artikel mangler et handlingsreferat. Hjælp os med at skrive det.

## Medvirkende
- Maja Bjerre-Lind - Enkefru Holm
- Gerd Egede-Nissen - Grethe, fru Holms datter
- Svend Bille - Hans Bugge, gårdejer
- Ellen Aggerholm - Clara, skuespiller, Hans' søster
- Ebba Lorentzen
- Betzy Kofoed